# Delta2 Canis Minoris
Delta2 Canis Minoris (δ2 Canis Minoris, förkortat Delta2 CMi, δ2 CMi) som är stjärnans Bayerbeteckning, är en ensam stjärna belägen i den södra delen av stjärnbilden Lilla hunden. Den har en skenbar magnitud på 5,60 och är svagt synlig för blotta ögat där ljusföroreningar ej förekommer. Baserat på parallaxmätning inom Hipparcosuppdraget på ca 24,0 mas, beräknas den befinna sig på ett avstånd på ca 136 ljusår (ca 42 parsek) från solen.

## Egenskaper
Delta2 Canis Minoris är en gul till vit stjärna i huvudserien av spektralklass F2 V, vilket anger att den genererar energi i dess kärna genom termonukleär fusion av väte. Den utsänder från dess fotosfär ungefär lika mycket energi som solen vid en effektiv temperatur på ca 7 050 K.
Radien hos Delta2 Canis Minoris kan beräknas indirekt baserat på den uppmätta ljusstyrkan och färginformationen, vilket tyder på att stjärnan är ungefär lika stor som solen. Den har en snabb rotation med en projicerade rotationshastighet på 117,6 km/s, vilket innebär att ekvatorn hos stjärnan roterar med denna hastighet eller större. Som jämförelse är solen en långsam rotator med en ekvatorial azimuthalhastighet på 2 km/s.